# François Gravé
François Gravé, sieur du Pont, encore appelé Dupont-Gravé ou Pont-Gravé, navigateur (« capitaine de marine ») et marchand, est né à Saint-Malo en 1560 : il y est baptisé le 27 novembre 1560 en la paroisse Notre-Dame. Il est décédé en mer, au large de l'Angleterre, ou de la France, probablement au large d'Honfleur dans ce cas, en 1629 ou peu après.
François Gravé du Pont a été un des personnages clefs de l'exploration et du développement de la Nouvelle-France au Canada, en compagnie d'autres pionniers célèbres comme Pierre Dugua de Mons et Samuel de Champlain. Ainsi, certains historiens comme Gilles Havard et Cécile Vidal dans leur Histoire de l'Amérique française ont qualifié François Gravé du Pont de « personnage central de l'expansion [de la Nouvelle-France] à l'intersection des XVIe et XVIIe siècles ».

## Biographie
François Gravé est le fils de Robin Gravé, sieur de Levis, et de Guyonne Artur.
Négociant en fourrures installé à Saint-Malo, il quitte ce lieu en 1600 pour s'établir à Honfleur, comme navigateur et s'associer à Pierre Chauvin de Tonnetuit dans la récolte des peaux. Se rendant presque chaque année en Nouvelle-France, dite Canada, il y exercera jusqu'à sa mort ces métiers de navigateur (capitaine de marine) et de marchand, travaillant pour le compte des différentes compagnies successives : celles du Commandeur Aymar de Chaste, de Pierre Dugua de Mons et de Guillaume de Caen (un frère d'Émery de Caen).
Chaque été depuis  1578, François Gravé fait la traite des fourrures avec les autochtones, à Tadoussac et jusqu'aux Trois Rivières. Il était présent lors de la création d’un poste de traite en 1600 à Tadoussac, avec Pierre Dugua de Mons. François Gravé amènera deux Montagnais en 1602, en vue d’une rencontre avec le roi Henri IV pour consolider l’alliance débutée en 1600. Les Amérindiens permettent aux Français de s’établir sur leurs terres et de combattre leurs ennemis. Gravé a un accès privilégié au roi, d’autant plus que son cousin Thomas Gravé a joué un rôle important dans la soumission de la ville de Saint-Malo au roi Henri IV en 1594.
En 1603, il se fait accompagner par un assistant, le jeune marin, soldat, explorateur, dessinateur et cartographe Samuel de Champlain dans une nouvelle expédition (depuis Jacques Cartier en 1535) de reconnaissance des rives de la Grande Rivière de Canada, en barque depuis Tadoussac, jusqu'au très grand sault infranchissable (le Sault Saint-Louis), ( note: aujourd’hui les rapides de Lachine,près du mont Royal. Durant l'été de cette année, il rencontre le chef innu Begourat, qui lui confie son fils afin qu'il l'emmène en France.
Puis, en 1604, chargé d'affaires de Pierre Dugua de Mons, François Gravé va, avec ce dernier, Champlain et d'autres hommes, participer sans femme ni enfant à la fondation d'une colonie permanente en Acadie. Il assure le commandement de cette petite troupe établie à Port-Royal, après le retour en France de Dugua de Mons, en 1605.
Si François Gravé fut d'abord un marchand aimé des Amérindiens, il joua un rôle non négligeable dans les premières heures de la colonisation de la Nouvelle-France. Très proche de Samuel de Champlain, il lui fut pendant de longues années d'un grand secours comme capitaine approvisionneur et, cela, dès 1608, à la fondation de Québec. Il était encore avec Champlain lors de la prise de Québec en 1629. Ce devait être son dernier séjour au Canada : il avait alors, à bientôt 69 ans, de grands problèmes de santé, souffrant beaucoup, notamment de la goutte.
Si on en croit les marchands de Saint-Malo, François Dupont-Gravé avait commencé à fréquenter le golfe et le fleuve Saint-Laurent vers 1578. Il est certainement l'un de ceux qui ont fait le plus de traversées de l’Atlantique à cette époque. Champlain ne pouvait trouver plus expérimenté guide et mentor, dès 1603, sur l'Atlantique nord, puis dans le golfe et sur le fleuve Saint-Laurent.
Il est le père de Robert Gravé du Pont et le beau-père de Claude de Godet des Maretz.

## Hommages
- Les villes françaises de Saint-Malo et Honfleur ont respectivement une place ou une avenue au nom de Gravé-du Pont
- Le village de Pontgravé ou Haut-Rivière-du-Portage, au nord-est du Nouveau-Brunswick, Canada, est nommé en son honneur[12].
- Un canton du Québec, Canada, fut nommé « Pont-Gravé » le 7 février 1894.
- Au Québec, Canada, il existe une rue Pontgravé dans plusieurs villes : Québec (dans le quartier Limoilou), Saint-Bruno-de-Montarville, et une rue François-Gravé à Boucherville, et une rue du Pont-Gravé à Tadoussac...etc